# Джуди Блум
Джуди Блум (на английски: Judy Blume) е американска писателка на бестселъри в жанра любовен роман и детска литература.

## Биография и творчество
Джудит Сусман Блум е родена на 12 февруари 1938 г. в Елизабет, Ню Джърси, САЩ, в еврейското семейство на Рудолф Сусман, зъболекар, и Естер Розенфелд, домакиня. Има по-голям брат – Майкъл. Завършва гимназия през 1956 г. Започва да учи в Бостънския университет, но през първия семестър е заболява от инфекциозна мононуклеоза и прекъсва. Дипломира се през 1961 г. в Нюйоркския университет с бакалавърска степен по педагогика. След дипломирането си работи като учител.
През 1959 г. се омъжва за Джон Блум, адвокат. Имат двама сина – Ранди, терапевт, и Лоурънс, режисьор. Развеждат се през 1976 г. През 1976 г. се омъжва за физика Томас Китчънс. Бракът им е провал и те се развеждат през 1978 г. През 1987 г. се омъжва за Джордж Купър, правист, който има дъщеря от предишен брак.
Обичайки да чете много от дете, през 1960 г. започва да посещава курс по творческо писане в Нюйоркския университет. Започва да пише активно когато децата ѝ постъпват в училище. Първата ѝ книта е детския роман „The One in the Middle Is the Green Kangaroo“ издаден през 1969 г.
През 1970 г. е издаден тийнейджърския роман „Are You There God? It's Me, Margaret.“, в който засяга темата за израстването и менструацията. Той става бестселър и я прави известна.
Следват романите „Iggie's House“ с темата за расизма, „It's Not the End of the World“ – за развода, „Blubber“ – за домашното насилие, „Then Again, Maybe I Won't“ и „Deenie“ – за маструбацията, „Forever“ (Завинаги) – за сексуалността на младежите.
Романът ѝ „Завинаги“, развива реалистично темата за първия сексуален контакт, е класиран от списание „Плейбой“ на 23-то място в Списъка на 25-те най-еротични романи в историята на човечеството. Заради своята тийнейджърска сексуалност книгата става една от най-забраняваните за училищните библиотеки книги в САЩ. През 1978 г. е екранизирана в едноименния телевизионен филм с участието на Стефани Цимбалист и Дийн Бътлър.
През 1998 г. романът ѝ „Сестри за лятото“ става бестселър №1 в Списъка на „Ню Йорк Таймс“. След 17 години оттегляне от писателската кариера, през 2015 г. е издаден романът ѝ „In the Unlikely Event“ (В малко вероятния случай), свързан с период от детството ѝ, когато в района, където живее, се разбиват три самолета.
Произведенията на писателката често са в списъците на бестселърите. Те са преведени на 31 езика и са издадени в над 85 милиона екземпляра по света.
Писателката е известна с нейната реалистична проза за юноши и е една от най-популярните авторки в съвременната история на книги за юноши. Книгите ѝ имат откровени, ясни истории, които се фокусират върху характерните социални и емоционални опасения на героините си. Те не признават теми-табу – менструация, мокри сънища и предбрачен секс, но едновременно развиват темите за приятелството, развода, приятелите, религията, и др., улавяйки точно речта, мислите и емоциите на юношите.
Тя е дългогодишен поддръжник на движението за интелектуална свобода и работи неуморно в Националната коалиция за борба с цензурата.
През 1996 г. е удостоена с наградата „Маргарет Едуардс“ за цялостното ѝ творчество.
Джуди Блум живее със семейството си в Кий Уест, Флорида, и в Ню Йорк.

## Произведения

### Самостоятелни романи
- The One in the Middle Is the Green Kangaroo (1969)
- Are You There, God? It's Me, Margaret (1970)
- Iggie's House (1970)
- Then Again, Maybe I Won't (1971)
- It's Not the End of the World (1972)
- Otherwise Known as Sheila the Great (1972)
- Deenie (1973)
- Blubber (1974)
- Forever.... (1975)
- Starring Sally J. Freedman as Herself (1977)
- Wifey (1978)
- Tiger Eyes (1981)
- Smart Women (1983)
- Summer Sisters (1998)
Сестри за лятото: Феноменален роман за любовта, страстта и приятелството, изд. „Мойри“, София (1998), прев. Красимира Светославова
- In the Unlikely Event (2015)

### Серия „Фъдж“ (Fudge)
1. Tales of a Fourth Grade Nothing (1972)
2. Superfudge (1980)
3. Fudge-a-mania (1990)
4. Double Fudge (2002)

### Серия „Толкова дълго, колкото сме заедно“ (Just as Long as We're Together)
1. Just as Long as We're Together (1987)
2. Here's to You, Rachel Robinson (1993)

### Серия „Страдание и болка“ (The Pain and the Great One) – с илюстрации от карикатуриста Джеймс Стивънсън
1. Soupy Saturdays (2007)
2. Cool Zone (2008)
3. Going, Going, Gone (2008)
4. Friend or Fiend? (2008)

### Документалистика
- The Judy Blume Diary (1981)
- Letters to Judy (1986)
- The Judy Blume Memory Book (1988)
- Judy Blume and You (1991)

### Книги за Джуди Блум
- Judy Blume (2005) – от Катлийн Трейси
- Everything I Needed to Know About Being a Girl I Learned from Judy Blume (2007) – от Мег Кабът, Бет Кендрик, Джули Кенър, Кара Локууд и Дженифър О'Конъл

### Екранизации
- 1978 Forever – ТВ филм
- 1991 ABC Weekend Specials – ТВ сериал, история 1 епизод, продуцент
- Fudge – ТВ сериал, 14 епизода, по поредицата
- 2012 Tiger Eyes – по романа, сценария, продуцент